# Gh (二合字母)
Gh（小寫：gh）是一組在許多語言中使用的二合字母。

## 使用拉丁字母作為拼寫法的語言

### 英語
英語中的⟨gh⟩以往會發音成清軟腭擦音[x]（像苏格兰盖尔语中的發音），現今在在lough以及一些爱尔兰英语單字中（特別是專有名詞）還有此發音。在現代英語的主流發音中，⟨gh⟩可能 不發音，或是發/f/的音（可參考Ough）。目前推測在⟨gh⟩不發音之前，曾經發音為[ɣx]或[ɣ]，這也解釋了另一個新的拼法，在古英语中用⟨h⟩表示的拼法，並且讓其前面的母音双元音化。
Alexander John Ellis曾提出，在十九世紀末時，在約克郡-蘭開夏邊界，以及靠近蘇格蘭邊界的地區還會發[x]的音。
此二合字母有時也會發音為[ə]（例如在Edinburgh中的發音）或是[θ]（例如在Keighley中的發音）。
若gh出現在英文的字首時，會發/ɡ/的音，像是"ghost"、"ghastly"、"ghoul"、"ghetto"、"ghee"的發音，不會發之前提到的/x/音。
美國盲文（American Literary Braille）中有特別針對二合字母⟨gh⟩的符號（dots 126, ⠣）。

### 世界語
在世界語正寫法中，當字母⟨ĝ⟩無法顯示時，可使用⟨gh⟩或⟨gx⟩代替，所代表的音值為/dʒ/。

### 義大利語與羅馬尼亞語
在義大利語與羅馬尼亞語中，⟨gh⟩在⟨e⟩和⟨i⟩前都發濁軟顎塞音/ɡ/。

### 克林貢語
於克林貢語中，gh/ɣ/為一單獨的字母，作出發/g/的嘴型、但試圖發出/ɘ/的聲音。

### 馬來語
在馬來字母中，⟨gh⟩被用來表示濁軟顎擦音/ɣ/；通常含有此音的字，其詞源都來自阿拉伯語。

### 特林吉特語
在加拿大的特林吉特語中，⟨gh⟩用來表示/q/音。在阿拉斯加則把這個音寫成⟨ǥ⟩。

### 臺語
- 在臺語通用拼音中，gh是一個單獨的字母，代表着輔音濁軟顎塞音/ɡ/[2]。

### 維吾爾語
- 在維吾爾語的拉丁维文中，gh是一個單獨的字母（二合字母），代表着輔音濁軟顎擦音/ʁ/。

## 將拉丁字母作為轉寫方案
在各種語言的羅馬化方案中，⟨gh⟩通常代表濁小舌擦音/ɣ/。而就像⟨kh⟩ /x/，/ɣ/也可能是咽音，這種情況出現於一些高加索語言和美國本土語言。在印度-雅利安語支語言（包括梵語和印地語等）及原始印歐語的轉錄中， ⟨gh⟩代表的是送氣的濁軟顎塞音/ɡʱ/。

## 參看
- Ȝ